# 陳剛
陳 剛（ちん ごう、1965年4月 - ）は、中華人民共和国の政治家。第13期全国人民代表大会代表。中国共産党第19期中央委員会候補委員、中国共産党第20期中央委員会委員。

## 経歴
1965年4月、江蘇省高郵県（現在の高郵市）で生まれる。1984年に揚州師範大学（現在の揚州大学）化学系を卒業。1987年、ハルビン工業大学高分子材料修士課程を経て、1990年北京大学無機化学研究科博士課程修了。1986年12月に中国共産党入党。
1990年8月に仕事に参加し、北京玻璃研究所結晶室技師、副主任を務めた。1994年5月、北京玻璃研究所の副所長に就任した。1994年7月、北京一軽集団有限責任公司副総経理を兼務。2000年7月、北京市対外経済貿易委員会の副主任に就任。2002年3月、中国貿易促進会北京市分会党組書記、主任に就任。2003年1月、中国共産党北京市朝陽区委員会副書記、副区長、代区長に就任。2006年10月書記に昇格。2012年7月、中国共産党北京市委員会常務委員に昇進し、副部級となった。
2013年7月、陳剛は南西の貴州省に異動し、中国共産党貴州省委員会常務委員、中国共産党貴陽市委員会書記に就任した。
2017年5月、陳剛は華北の河北省に異動し、中国共産党河北省委員会常務委員、省人民政府党組副書記、雄安新区臨時党委員会書記に就任した。2017年7月7月、河北省人民政府副省長に任命。2020年10月、中国共産党河北省委員会専職副書記に就任。
2018年10月、陳剛は中華全国総工会主席団委員に選出。2020年12月、党組書記に就任。2021年2月、中華全国総工会副主席、書記処第一書記に選出され、正部長級と明らかになった。
2023年1月、陳剛は西北の青海省に異動し、中国共産党青海省委員会書記を務め、当時中国で最も若い省級党委員会の書記となった。2023年1月、青海省人民代表大会常務委員会主任を兼務。
2024年12月31日、陳剛は南西の広西チワン族自治区に異動し、中国共産党広西チワン族自治区委員会書記に就任した。